# Estadio Tofiq Bəhramov
El Estadio Tofik Bakhramov es un estadio multiusos situado en Bakú, la capital de Azerbaiyán. Actualmente se usa principalmente para la práctica del fútbol. En él juega el equipo de FK Baku y la selección de fútbol de Azerbaiyán (además del Qarabağ FK cuando juega en competencias internacionales). La capacidad del estadio es de 31 200 espectadores.

## Historia
El estadio fue inaugurado el 16 de septiembre de 1951 usando principalmente como mano de obra prisioneros de guerra alemanes. Desde 1993 lleva el nombre de Tofik Bakhramov, un famoso árbitro azerbaiyano de la época soviética que se hizo célebre durante la final de la Copa Mundial de Fútbol de 1966, en Wembley, al ser el juez de línea que concedió al inglés Geoff Hurst un gol tras un disparo que golpeó el travesaño y rebotó sobre la línea de meta, convirtiéndose en el "gol fantasma" más famoso de la historia del fútbol.